# In Command
In Command è un album live della band canadese thrash metal Annihilator pubblicato nel 1996 dalla Roadrunner Records.

## Tracce
1. W.T.Y.D.
2. Wicked Mystic
3. Ligeia
4. Alison Hell
5. Word Salad
6. W.T.Y.D.
7. The Fun Palace
8. Never, Neverland
9. I Am in Command
10. Stonewall
11. Road to Ruin
12. Sixes and Sevens
13. Alison Hell
14. Live Wire

## Formazione
- Jeff Waters - voce, chitarra
- Wayne Darley - basso
- Randy Black - batteria
- Dave Davis - chitarra